# Otiothops inflatus
Otiothops inflatus är en spindelart som beskrevs av Norman I. Platnick 1975. Otiothops inflatus ingår i släktet Otiothops och familjen Palpimanidae.
Artens utbredningsområde är Paraguay. Inga underarter finns listade i Catalogue of Life.